# Кривозёровка (Новосибирская область)
Кривозёровка — исчезнувшая деревня в Болотнинском районе Новосибирской области. На момент упразднения входила в состав Кунчурукского сельсовета. Исключена из учётных данных в 1985 году.

## География
Располагалась в верховье правобережного безымянного ручья притока реки Икса, к западу от региональной дороги 50Н0414 "20 км а/д "Н-0412" - Варламово - Кунчурук"  в 4,5 км к югу от села Кунчурук.

## История
Деревня Кривоозёрная была основана в 1907 г. В 1926 году состояла из 61 хозяйства. В административном отношении входила в состав Рыбкинского сельсовета Болотнинского района Томского округа Сибирского края.
Решением Новосибирского облисполкома от 01.12.1985 г. № 799 деревня исключена из учётных данных.

## Население
По переписи 1926 г. в деревне проживало 367 человек (175 мужчин и 192 женщины), основное население — русские.